# Ptychadena guibei
Ptychadena guibei és una espècie de granota que viu a Angola, Botswana, República Democràtica del Congo, Malawi, Moçambic, Namíbia, Zàmbia, Zimbàbue i, possiblement també, a Tanzània.